# 古陳站
古陳站（：／ Gojin yeok */?）是龍仁輕軌沿線的一座高架車站，位於韓國京畿道龍仁市處仁區柳防洞。

## 車站結構
站體為2面2線側式月台的高架車站，候車月台設有月台幕門。

### 月台配置
| 龍仁中央市場 ↑ |
| \| 上          |
| ↓ 洑坪         |

| 月台 | 路線        | 目的地                 |
| ---- | ----------- | ---------------------- |
| 上行 | ●龙仁轻电铁 | 金良場、東栢、器興方向 |
| 下行 | ●龙仁轻电铁 | 前垈·愛寶樂園方向      |

## 歷史
- 2013年4月26日：落成啟用。

## 車站周邊
- 樂天Hi-Mart（朝鲜语：롯데하이마트）
- 龍仁綜合運動場
- 古林中學
- 德永高校
- 龍仁首爾醫院
- 龍仁首爾療養院
- 龍仁三星汽車駕訓學校

## 相鄰車站
龍仁輕量電鐵
●龙仁轻电铁
龍仁中央市場（Y120）－古陳（Y121）－洑坪（Y122）